# Malajsie na letních olympijských hrách
Malajsie na letních olympijských hrách startuje od roku 1964. Toto je přehled účastí, medailového zisku a vlajkonošů na dané sportovní události.

## Účast na Letních olympijských hrách
| Dějiště LOH            | LOH      | Vlajkonoš/Vlajkonoši                          | Zlatá medaile | Stříbrná medaile | Bronzová medaile | Celkem |
| ---------------------- | -------- | --------------------------------------------- | ------------- | ---------------- | ---------------- | ------ |
| 1964 Tokio             | LOH 1964 | Kuda Ditta                                    |               |                  |                  | 0      |
| 1968 Ciudad de México  | LOH 1968 | Nashatar Singh Sidhu                          |               |                  |                  | 0      |
| 1972 Mnichov           | LOH 1972 | Mohamed Bakar                                 |               |                  |                  | 0      |
| 1976 Montréal          | LOH 1976 | Ahmed Ishtiaq Mubarak                         |               |                  |                  | 0      |
| 1980 Moskva            | 1980     |                                               |               |                  |                  | Ne     |
| 1984 Los Angeles       | LOH 1984 | Sabiahmad Abdullah Ahad                       |               |                  |                  | 0      |
| 1988 Soul              | LOH 1988 | Nordin Mohamed Jadi                           |               |                  |                  | 0      |
| 1992 Barcelona         | LOH 1992 | Razif Sidek                                   | –             | –                | 1                | 1      |
| 1996 Atlanta           | LOH 1996 | Ani Saiful Zaini Nasir-ud-Din                 | –             | 1                | 1                | 2      |
| 2000 Sydney            | LOH 2000 | Mirnawan Nawawi                               |               |                  |                  | 0      |
| 2004 Athény            | LOH 2004 | Bryan Lomas                                   |               |                  |                  | 0      |
| 2008 Peking            | LOH 2008 | Azizulhasni Awang                             | –             | 1                | –                | 1      |
| 2012 Londýn            | LOH 2012 | Pandelela Rinongová                           | –             | 1                | 1                | 2      |
| 2016 Rio de Janeiro    | LOH 2016 | Lee Chong Wei                                 | –             | 4                | 1                | 5      |
| 2020 Tokio             | LOH 2020 | Goh Liu Ying Lee Zii Jia                      | –             | 1                | 1                | 2      |
| 2024 Paříž             | LOH 2024 | Nur Shazrin Mohd Latif Bertrand Rhodict Lises | 0             | 0                | 2                | 2      |
| Celkem                 | 15       |                                               | 0             | 8                | 7                | 15     |
| Zdroj na Olympedia.org |          |                                               |               |                  |                  |        |